# Abolhassan Davoudi
Pour les articles homonymes, voir Abolhassan.
Abolhassan Davoudi (en persan:ابوالحسن داوودی) (né en 1955 à Nichapur en Iran) est un réalisateur, scénariste et producteur de cinéma iranien.

## Biographie
Diplômé en cinéma de l’école de la télévision et en sociologie de l'Université Shahid Beheshti (l'ancienne université nationale), Abolhassan Davoudi commence sa carrière en tant que critique du cinéma. En 1968, il écrit, en collaboration avec Farid Mostafavi, le scénario de Payzan réalisé par 'Rasoul Sadr-Ameli. Il est fondateur de maison de cinéma Arta Film et ancien directeur du conseil de la Maison de cinéma d’Iran à Téhéran.

## Filmographie

### Comme réalisateur
- 1988 : Safar-e eshq (Voyage d’amour)
- 1990 : Safar-e jadouie (Voyage enchanté)
- 1991 : Jibborha be behesht nemiravand (Les voleurs ne vont pas au paradis)
- 1993 : Man zamin ra dust daram (J’aime la terre)
- 1999 : Mard-e barani (Rain Man, Homme de pluie)
- 2001 : Nan-o eshq-o motor (Pain, amour, Moto)
- 2005 : Taghato (Le Croisement)
- 2008 : Rokh-e Divaneh
- 2008 : Zadboom

### Comme scénariste
- 1981 : Payzan
- 1988 : Safar-e eshq (Voyage d’amour)
- 1990 : Safar-e jadouie (Voyage enchanté)
- 1994 : Bu-ye khosh-e zendegi (Le parfum de la vie)
- 1999 : Mard-e barani (Rain Man, Homme de pluie)
- 2001 : Nan-o eshq-o motor (Pain, amour, Moto)
- 2005 : Taghato (Le Croisement)

### Comme producteur
- 1991 : Jibborha be behesht nemiravand (Les voleurs ne vont pas au paradis)
- 2001 : Nan-o eshq-o motor (Pain, amour, Moto)
- 2004 : Jazire-ye ahani (Île de fer)
- 2008 : Zadboom